# Cerasus tomentosa
Prunus tomentosa là loài thực vật có hoa trong họ Hoa hồng. Loài này được (Thunb.) Wall. ex T.T. Yu & C.L. Li mô tả khoa học đầu tiên năm 1986.

## Hình ảnh

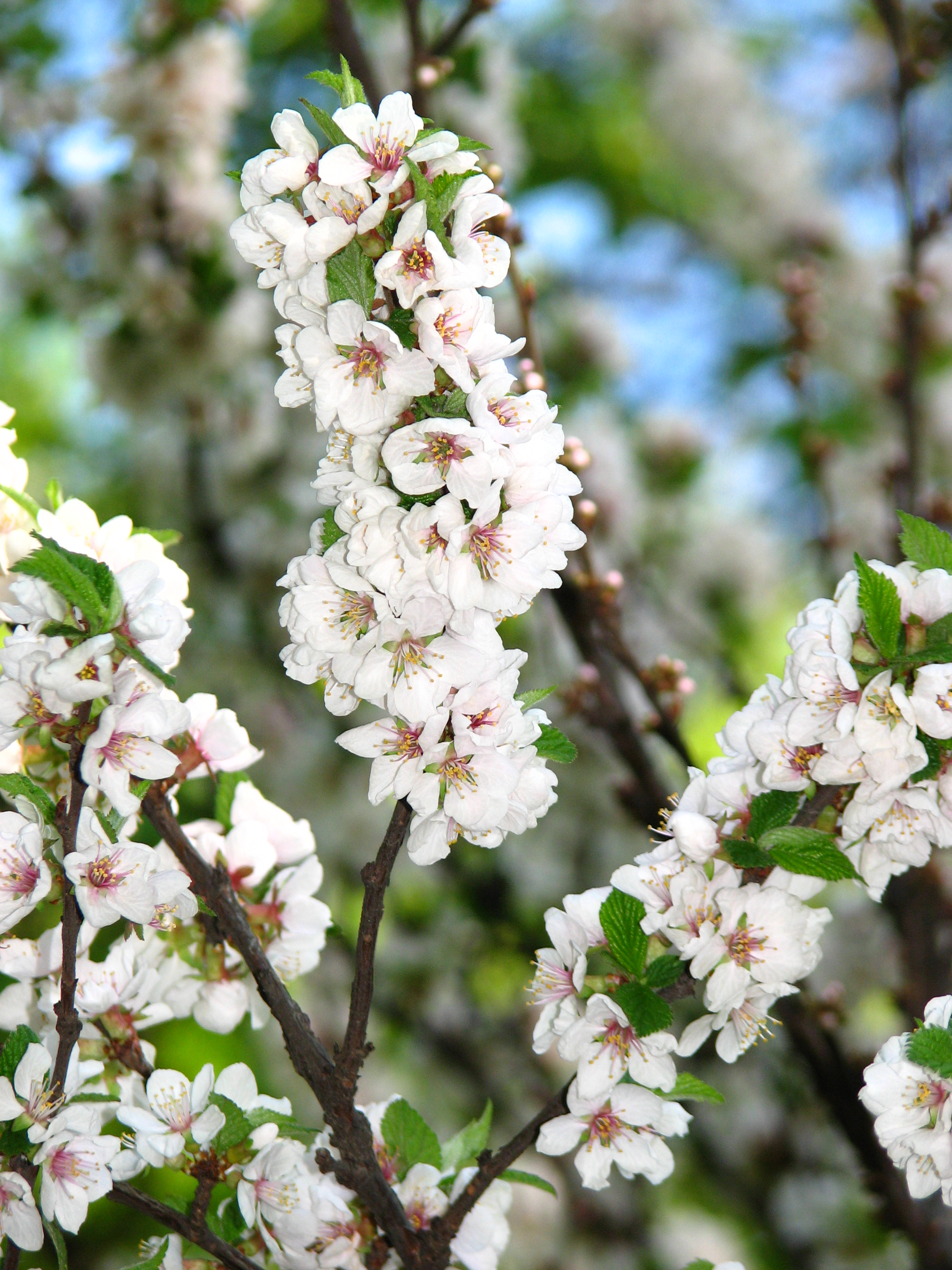
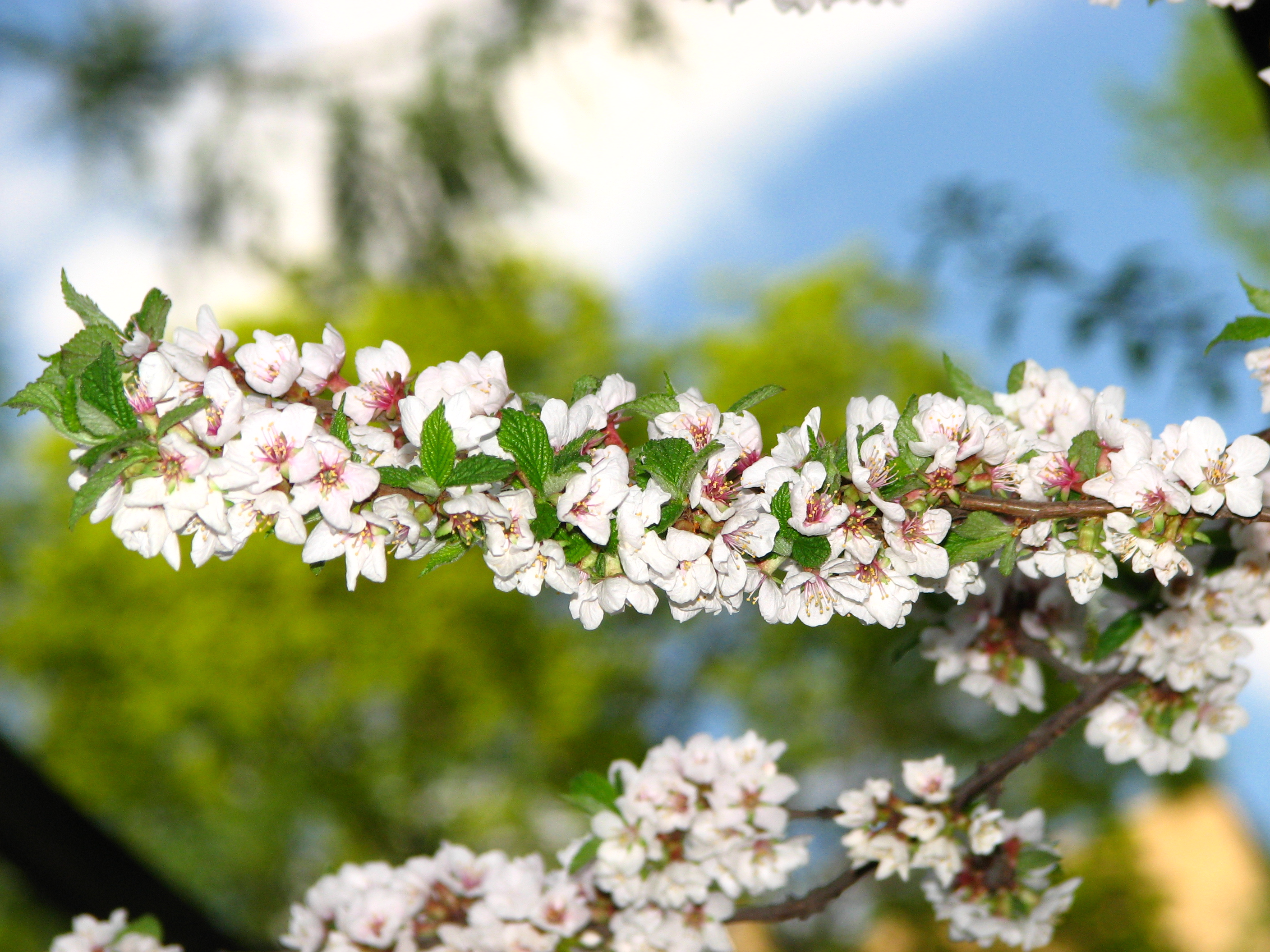
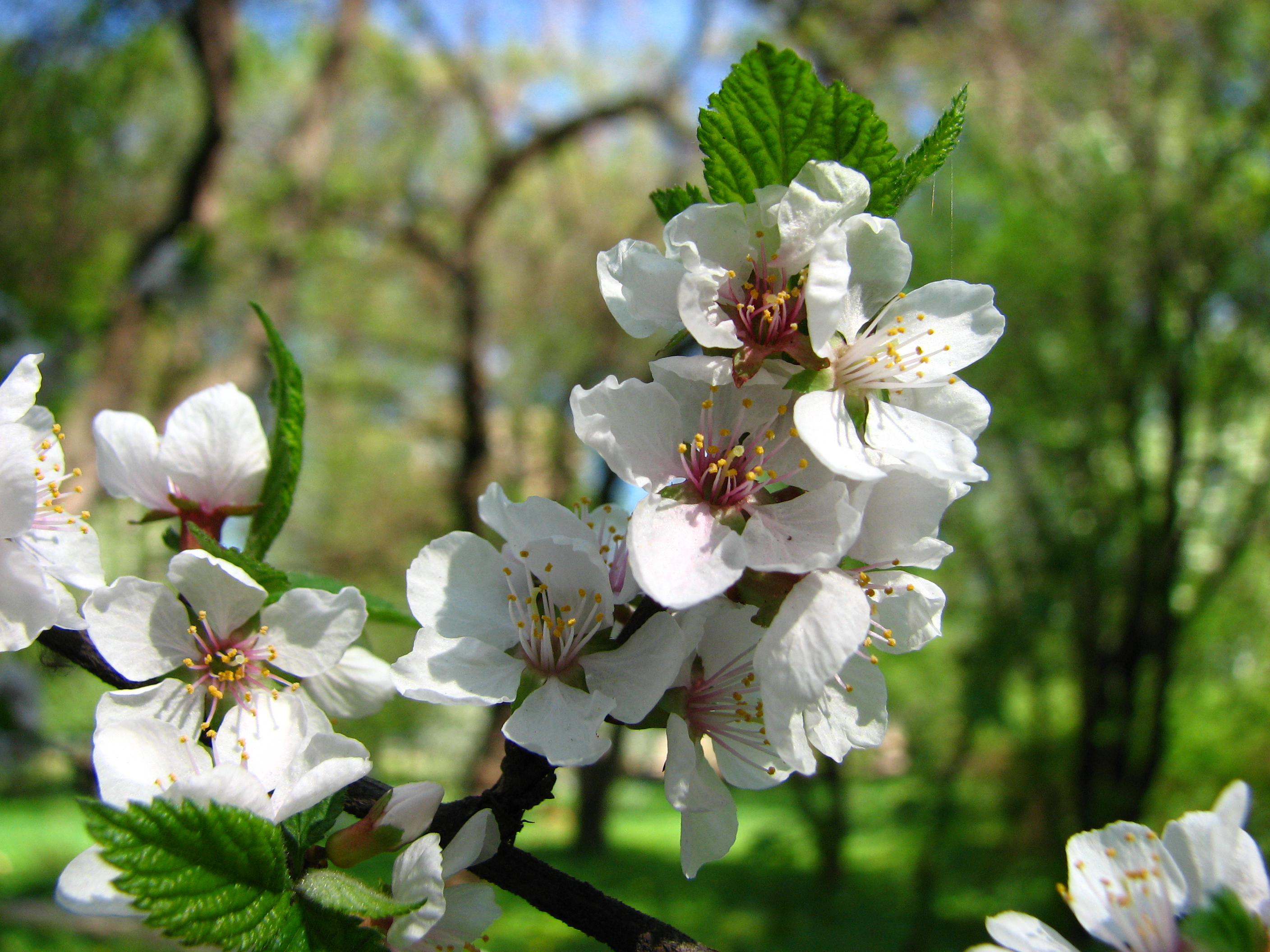
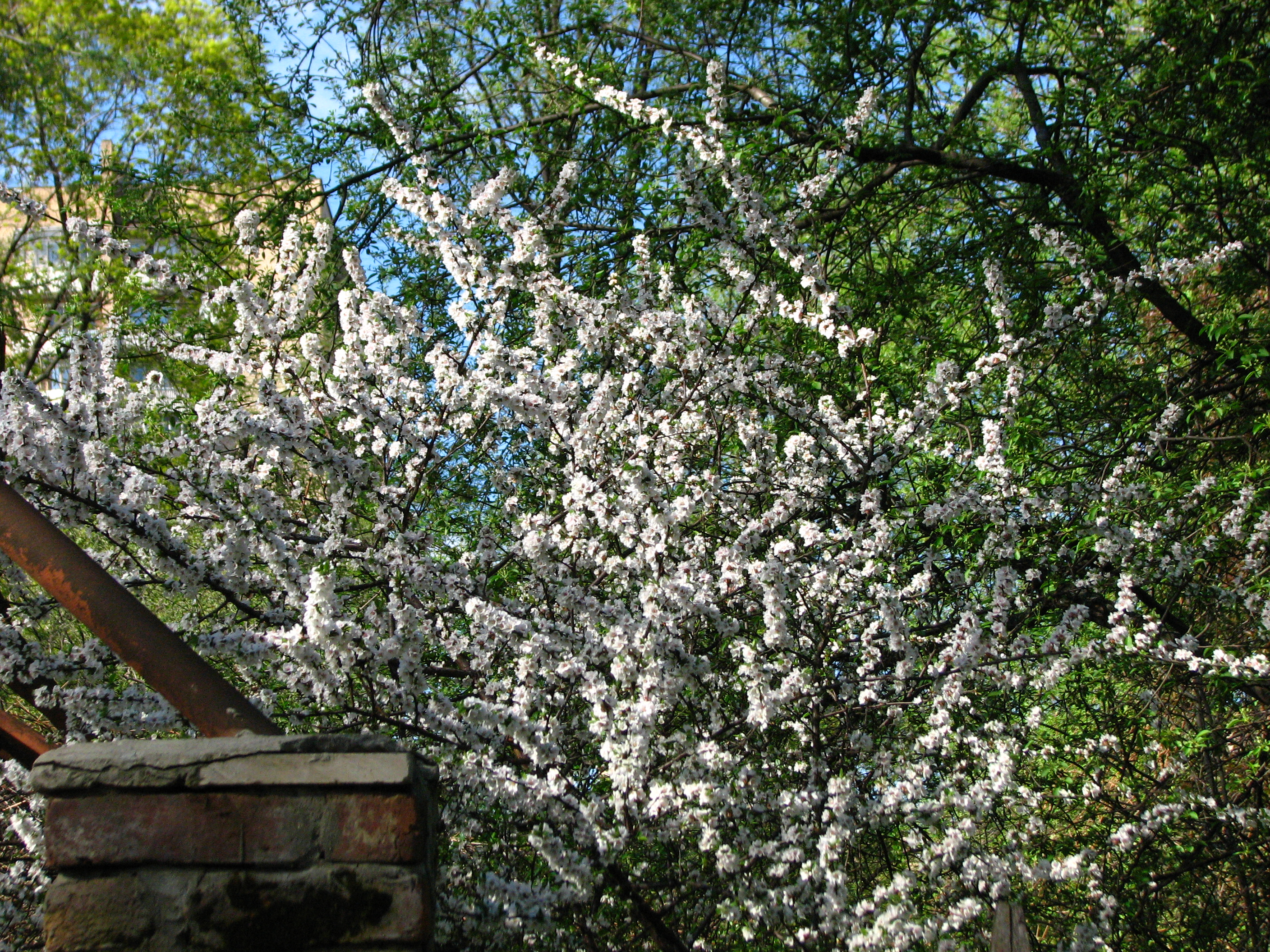